# Seguier-Hahnenfuß
Der Seguier-Hahnenfuß (Ranunculus seguieri) ist eine Pflanzenart aus der Familie der Hahnenfußgewächse (Ranunculaceae). Er ist benannt nach dem französischen Botaniker Jean François Séguier.

## Beschreibung
Der Seguier-Hahnenfuß ist eine mehrjährige, krautige Pflanze, die Wuchshöhen von 8 bis 15 Zentimetern erreicht. Die aufrechten bis bogig aufsteigenden Stängel sind anfangs weiß-zottig behaart und werden später kahl.
Die Grundblätter entspringen unterirdisch in etwa 3 bis 10 Zentimeter Tiefe. Sie sind dunkelgrün, gestielt und bis zum Grund drei- bis fünfteilig mit mehrfach geteilten spitzzähnigen Blattabschnitten. Die ein bis drei Stängelblätter sind den Grundblättern ähnlich jedoch kleiner und zuweilen ungeteilt.
Jede Pflanze entwickelt eine bis drei Blüten. Sie sind im Durchmesser etwa 20 bis 25 Millimeter groß und sitzen auf ungefurchten, stielrunden Blütenstielen. Die Blüte setzt sich aus fünf weißen, breit eiförmigen Kronblättern sowie kürzeren, kahlen Kelchblättern zusammen. Die fünf bis 10 Nüsschen werden zwischen 3 und 5 Millimeter lang (ohne Schnabel gemessen) und sind zwischen zwei bis vier Millimeter breit. Die kugeligen Früchte sind deutlich netznervig.
Die Blütezeit erstreckt sich von Juni bis Juli.
Die Art ist diploid, ihre Chromosomenzahl ist 2n = 16.

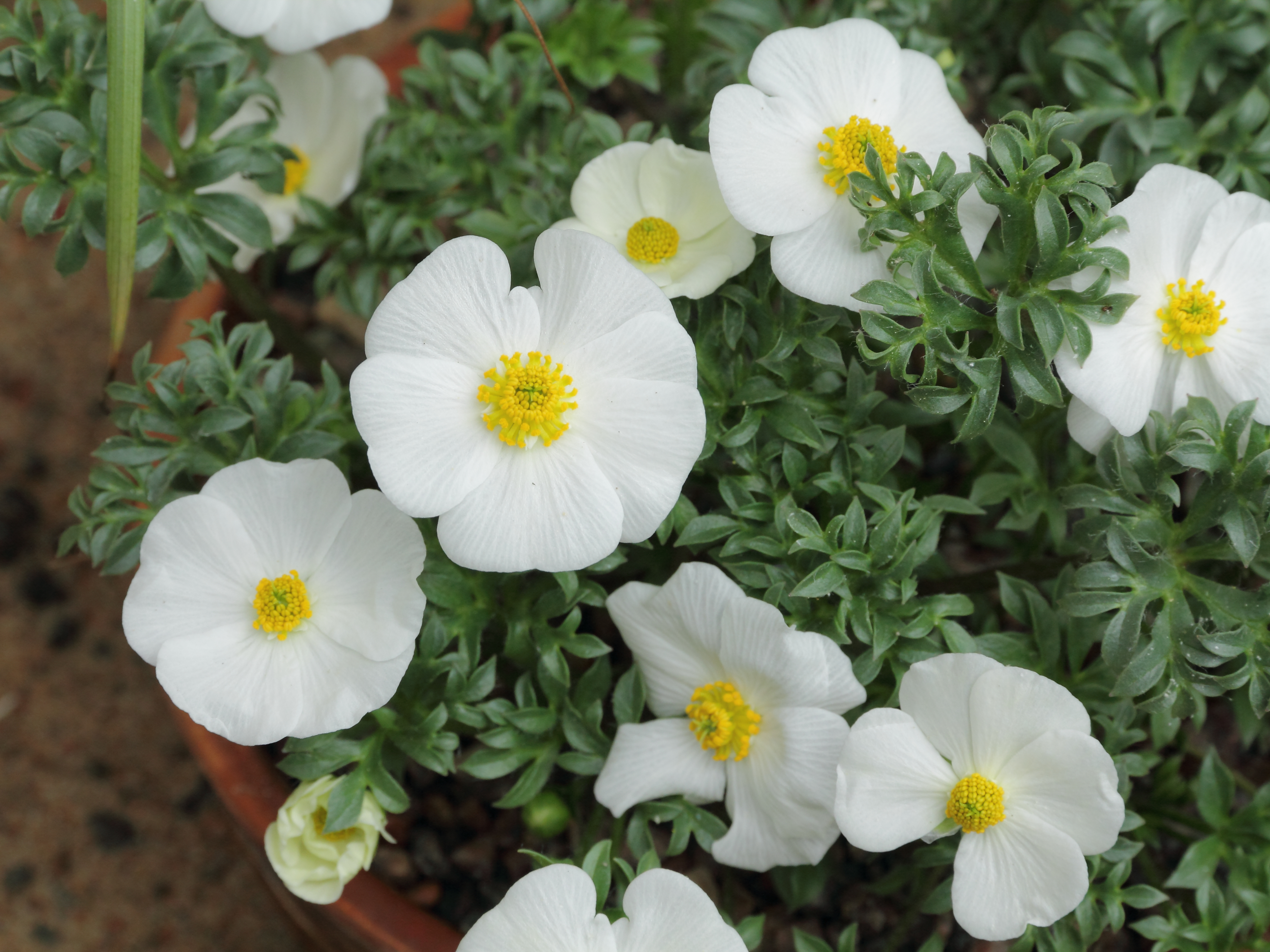
Seguier-Hahnenfuß (Ranunculus seguieri)

## Vorkommen
Die Pflanze besiedelt bevorzugt feuchten, kalkhaltigen, mergeligen Felsschutt in der alpinen Zone. Sie wächst in Höhenlagen von 1800 bis 2400 Meter Meereshöhe. Im Cadore steigt sie sogar bis 2570 Meter auf. Ihr Hauptverbreitungsgebiet umfasst die Südwestalpen und Westalpen (Provence bis Dauphiné), Bergamasker Alpen, Südtirol und Krain. Seltener kommt die Pflanze in Kärnten und Osttirol (hier potentiell gefährdet) vor. Isolierte Vorkommen befinden sich den Berner Alpen und im südlichen Französischen Jura, ferner im Zentral-Apennin.
Die ökologischen Zeigerwerte nach Landolt et al. 2010 sind in der Schweiz: Feuchtezahl F = 3w (mäßig feucht aber mäßig wechselnd), Lichtzahl L = 5 (sehr hell), Reaktionszahl R = 5 (basisch), Temperaturzahl T = 1+ (unter-alpin, supra-subalpin und ober-subalpin), Nährstoffzahl N = 2 (nährstoffarm), Kontinentalitätszahl K = 4 (subkontinental).

## Systematik
Die Art kommt in Europa in zwei Unterarten vor:
- Ranunculus seguieri subsp. montenegrinus (Halácsy) Tutin, kommt auf der Balkanhalbinsel vor
- Ranunculus seguieri subsp. seguieri, kommt in Spanien, Italien, in den Alpen von Frankreich, der Schweiz, Österreich und im früheren Jugoslawien vor